# راي هندرسون
راي هندرسون (بالإنجليزية: Ray Henderson)‏ هو كاتب أغاني أمريكي، ولد في 1 ديسمبر 1896 في بوفالو في الولايات المتحدة، وتوفي في 31 ديسمبر 1970 في غرينيتش في الولايات المتحدة بسبب نوبة قلبية.

## وصلات خارجية
- راي هندرسون على موقع IMDb (الإنجليزية)
- راي هندرسون على موقع ميوزك برينز (الإنجليزية)
- راي هندرسون على موقع قاعدة بيانات برودواي على الإنترنت (الإنجليزية)
- راي هندرسون على موقع إن إن دي بي (الإنجليزية)
- راي هندرسون على موقع أول ميوزيك (الإنجليزية)
- راي هندرسون على موقع ديسكوغز (الإنجليزية)
- راي هندرسون على موقع قاعدة بيانات الفيلم (الإنجليزية)